# Carnotaurus
Carnotaurus sastrei · Carnotaure
Genre
Espèce
Le Carnotaure (Carnotaurus), est un genre fossile de dinosaures saurischiens prédateurs, de la famille des Abelisauridae. Il vivait en Argentine il y a environ 70 millions d'années à la fin du Crétacé supérieur et a été découvert par José Bonaparte, qui a décrit de nombreux autres dinosaures sud-américains. Le nom Carnotaurus signifie « taureau carnivore », en référence à ses cornes et sa tête semblables à celle d'un taureau).

## Description

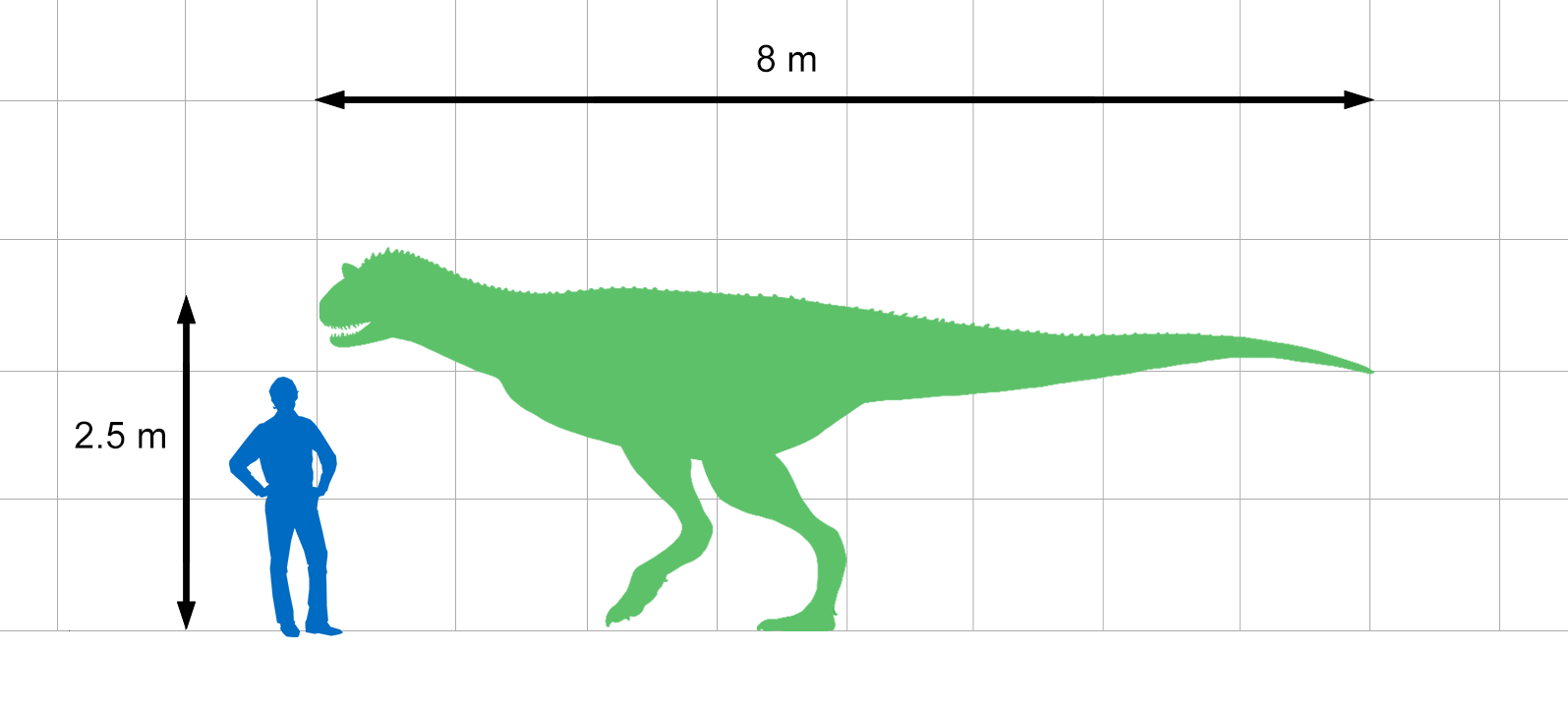
Taille estimée, comparée à celle d'un humain.

Carnotaure était un théropode de taille moyenne, d'environ 7,5 m à 9,0 m de long, 3,5 m de haut et pesait entre 1 000 et 1 600 kg,. Les yeux du Carnotaure étaient placés à l'avant de son crâne, ce qui est inhabituel pour un dinosaure et pourrait indiquer une vision binoculaire et une perception de profondeur. Cela étant un avantage non négligeable pour un prédateur. Ses bras sont minuscules (encore plus petits, en comparaison, que ceux du Tyrannosaurus rex). Ils ne devaient donc pas lui servir à agripper ses proies. Son crâne assez épais et solide contrastait avec sa mâchoire inférieure fine. Sa technique de chasse devait donc consister à repérer une proie (probablement de petite taille de préférence) à sa portée et se jeter la gueule ouverte sur celle-ci, en se servant de sa mâchoire supérieure pour les frapper comme une hache, sa vitesse servant à les rattraper.
Le moulage de sa peau sur une partie de son squelette presque complet a montré qu'il ne possédait pas de plumes, au contraire de beaucoup de théropodes découverts récemment (voir aussi dinosaures à plumes). Sa peau était composée de fines écailles et de rangées d'écailles bulbeuses, plus grosses, sur la longueur du corps.

## Découverte

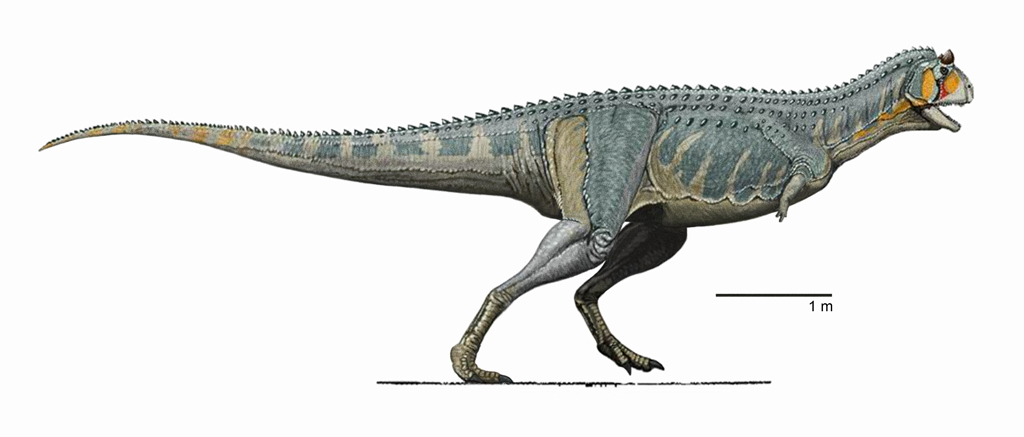
Vue d'artiste d'un Carnotaurus reconstitué par Dimitri Bogdanov.

Carnotaure a été trouvé en 1985 dans la province de Chubut, en Argentine, par le paléontologue Joseph F. Bonaparte. Ses restes étaient fossilisés dans les sédiments de la formation de La Colonia. Un squelette presque complet a été trouvé, auquel il ne manquait que l'extrémité distale de la queue et la dernière partie des membres inférieurs. Cette découverte était inhabituelle en raison des grandes impressions cutanées imprimées dans les roches. Le spécimen a été collecté à la ferme « Pocho Sastre » près de Bajada Moreno, département de Telsen, Chubut, en Argentine, dans des sédiments correspondant à la partie inférieure de la formation de La Colonia correspondant au Crétacé supérieur (Campanien-Maastrichtien), il y a environ 75 millions d'années. Le spécimen type a été déposé au Musée des Sciences Naturelles Bernardino Rivadavia, où l'on peut en observer une réplique, le squelette authentique servant aux recherches paléontologiques.

## Classification
La seule espèce connue est Carnotaurus sastrei. Ses plus proches parents incluent Aucasaurus (Argentine), Majungasaure (Madagascar) et Rajasaure (Inde). Ces dinosaures forment la sous-famille des Carnotaurinae incluse dans les Abelisauridae. Dans la sous-famille Carnotaurinae, les genres Carnotaure et Aucasaure sont plus étroitement liées et sont placés dans la tribu Carnotaurini. Les études ont montré que ces dinosaures étaient les principaux prédateurs du Gondwana au Crétacé supérieur, remplaçant les carcharodontosauridés et occupant les niches écologiques occupées par les tyrannosauridés, au Nord de l'Amérique. En 2008, J. I. Canale et al. ont proposé un cladogramme se focalisant sur les carnotaurinés d'Amérique du Sud

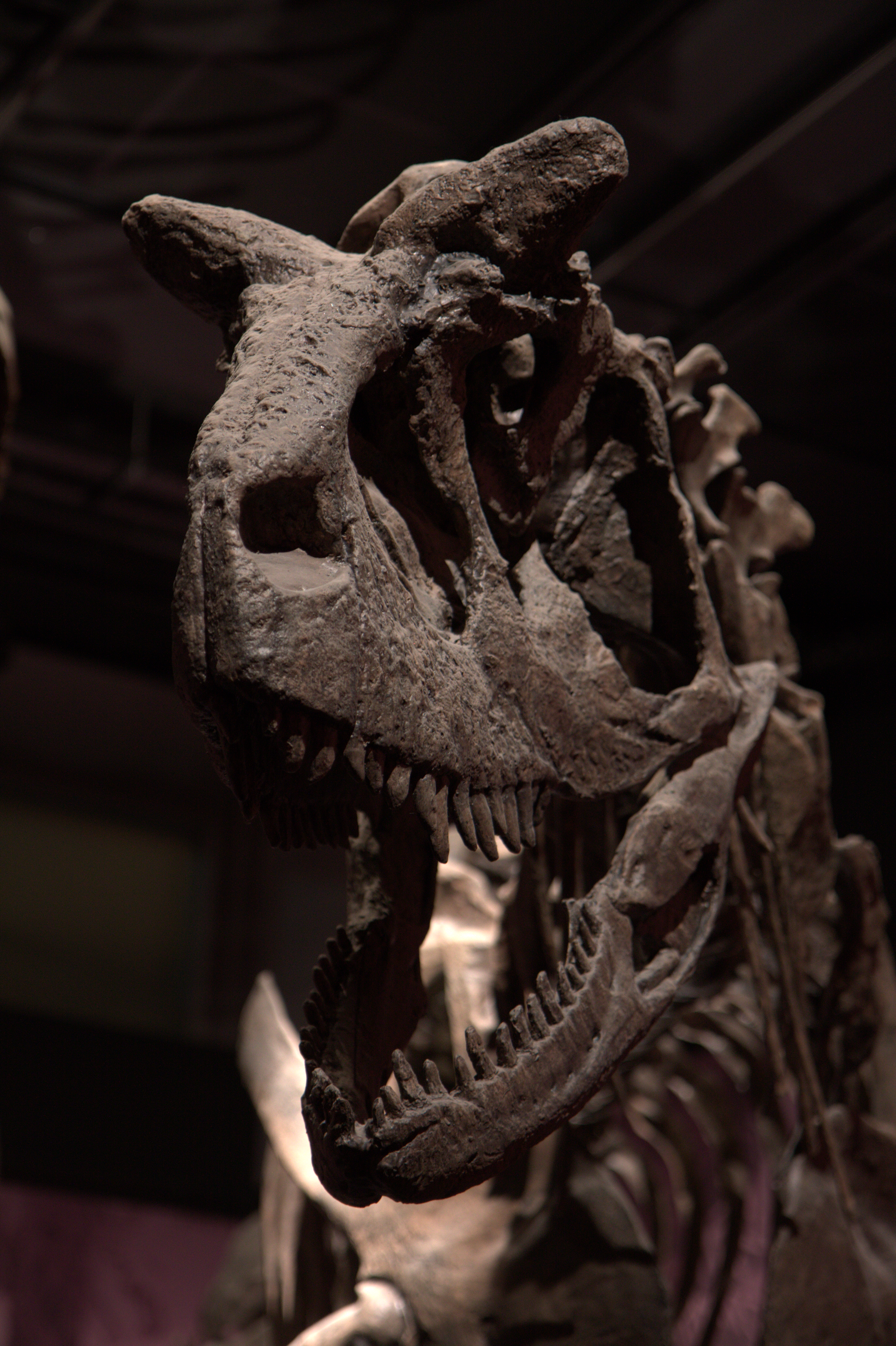
Moulage de crâne de Carnotaurus

- Abelisauridae
  - Indosuchus
  - Ilokelesia
  - Rugops
  - 
    - Abelisaurus
    - Carnotaurinae
      - Rajasaurus
      - 
        - Majungasaurus
        - Carnotaurini
          - Aucasaurus
          - Carnotaurus

Cladogramme des Abelisauridae :
- Carnotaurinae
  - Majungasaurus
  - Brachyrostra
    - Carnotaurini
      - Carnotaurus
      - Aucasaurus

    - 
      - Ilokelesia
      - 
        - Skorpiovenator
        - Ekrixinatosaurus

## Paléoécologie

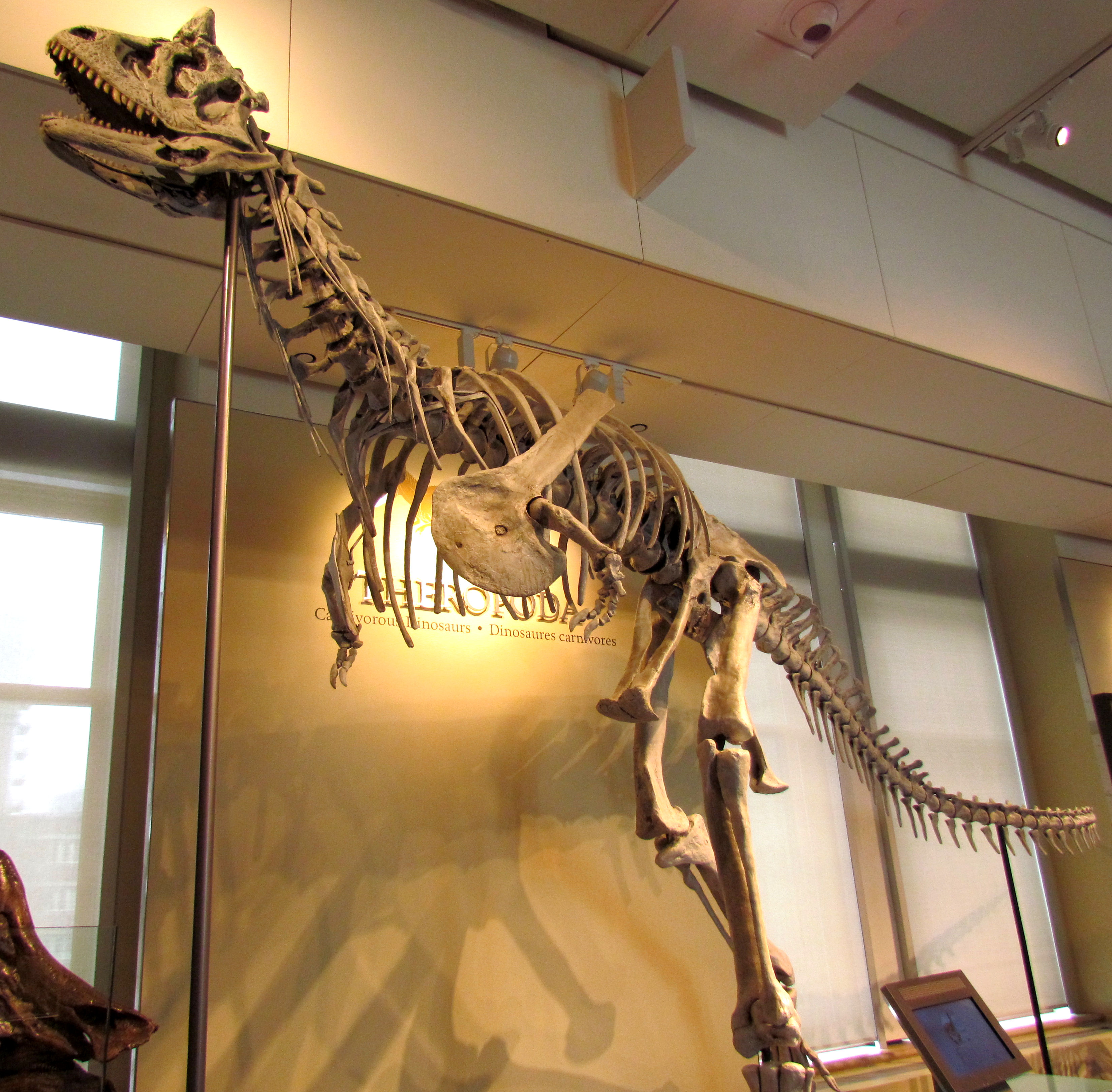
Squelette reconstitué.

La formation de La Colonia représente probablement les dépôts d'environnement similaires à un estuaire, avec des côtes basses et des échanges d'eau froide entre les terres intérieures et les marées, lieux de vie des crustacés, des huîtres et autres coquillages. Cette portion de mer est connue sous le nom de mer Kawasienne. Les vertébrés les plus communs incluent des poissons, des tortues, des crocodiles, des plésiosaures, des dinosaures, des serpents ainsi que des mammifères.

Les quelques serpents trouvés appartiennent aux familles des Boidae et des Madtsoiidae, tel que l'Alamitophis argentinus. Les Tortues sont représentées par au moins cinq taxons, quatre de Chelidae (Pleurodira) et une de Meiolaniidae (Cryptodira). Les fossiles marins de la zone appartiennent au plésiosaure Sulcusuchus erraini de la famille des Polycotylidae. Parmi les mammifères de la zone, on trouve Reigitherium bunodontum qui a été considéré comme le premier enregistrement d'un docodonte Amérique du Sud et Argentodites coloniensis, appartenant peut-être aux Multituberculata. Parmi les dinosaures, Carnotaure était contemporain de l'iguanodonte Talenkauen et du neovenatoridé Orkoraptor. La paléoflore est connue pour ses composants aquatiques, Paleoazolla et Regnellidium. Cependant, de récentes découvertes paléobotaniques ont révélé la présence d'un plus large éventail de plantes associées à ces plans d'eau, incluant des pteridophytes, des gymnospermes, et de divers angiospermes. Parmi ces derniers figurent des fossiles de fruits de Nelumbonaceae.

## Paléobiologie

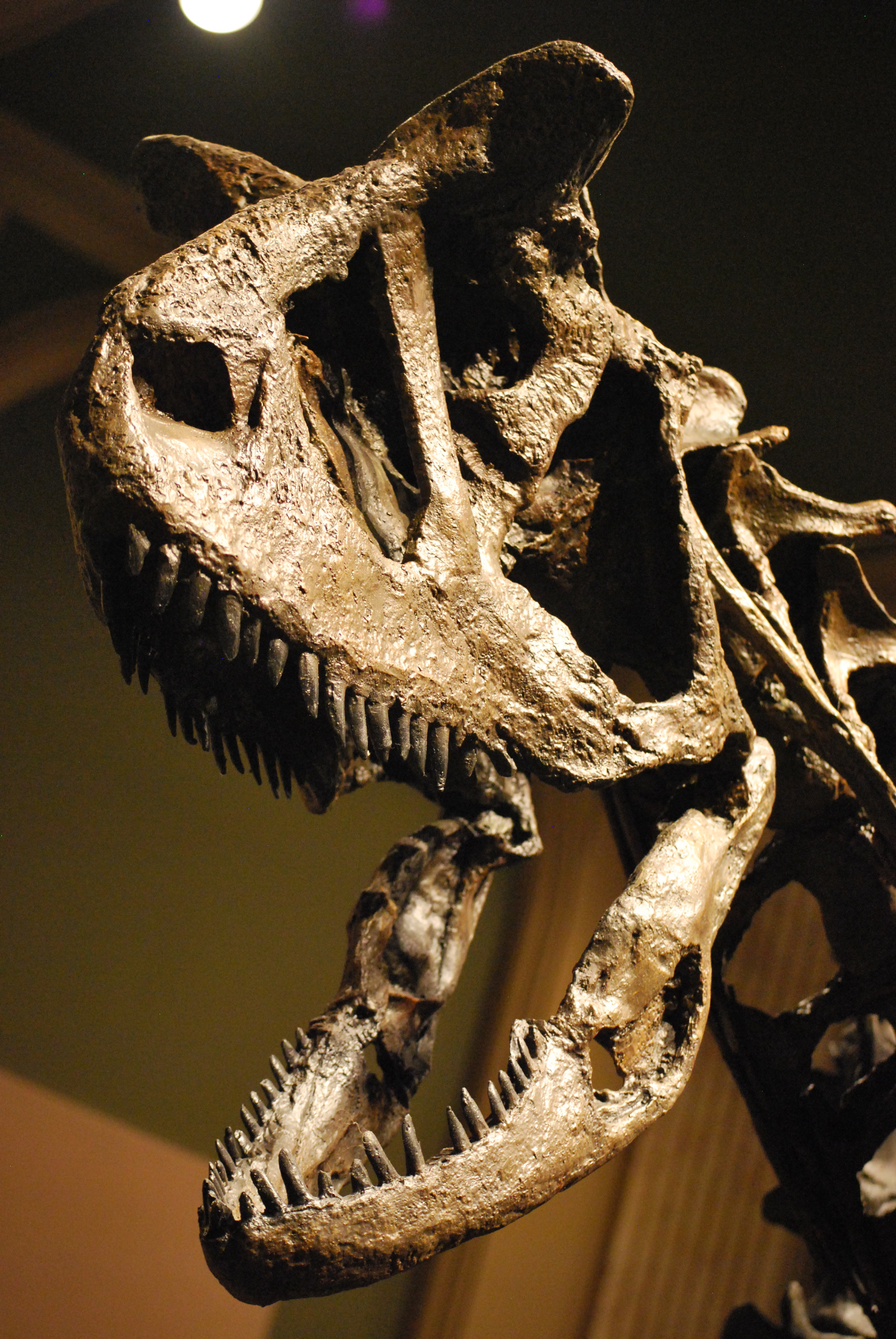
Crâne de Carnotaurus.

L'analyse de la mâchoire de Carnotaure a révélé que cet animal pouvait mordre d'un mouvement très rapide, mais relativement peu puissant. Il apparaît que les muscles servant à fermer les mâchoires étaient importants afin de réduire les contraintes sur le crâne lors de la morsure; ses morsures étaient plus faibles mais plus rapides que celle d'un  Allosaure; Carnotaure aurait peut-être été capable de faire des attaques similaires à un coup de hache avec sa tête. Robert Bakker a suggéré qu'il pouvait utiliser sa mâchoire supérieure comme une matraque et que son crâne lui permettait de chasser de grands sauropodes. Certains des points de suture au niveau du crâne et la mâchoire inférieure portent à croire que Carnotaure pouvait ouvrir grandement la bouche, peut-être plus que n'importe quel autre dinosaure. Seule la partie antérieure du crâne aurait été mobile; la partie postérieure, comprenant les yeux, restant stable. Les études du fémur de  Carnotaure suggèrent qu'il était rapide et pouvait courir après ses proies. Les études de sa queue suggèrent qu'il aurait pu être le plus rapide des dinosaures non-aviaires, avec une vitesse de pointe de plus de 50 km/h. Il a été proposé que Carnotaure utilisait ses cornes lors de combat avec ses congénères à la manière des béliers. Une étude suggère que la musculature épaxiale de Carnotaure aurait pu avoir une fonction d'absorption des chocs, comme dans les mammifères modernes, mais une étude plus tardive, a trouvé que le crâne n'aurait pas survécu à l'utilisation des cornes pour les coups de tête. Il est aussi suggéré que Carnotaure utilisait ses cornes pour tuer ou blesser de petites proies.

## Dans la culture populaire
Le Carnotaure est très connu et populaire auprès du public tant par son allure en raison de ses cornes que par sa dangerosité malgré sa relative petite taille comparée à celle d'autres théropodes plus massifs.
Carnotaure apparut dans le roman Le Monde perdu de Michael Crichton (1995) avec les capacités de camouflage d'un caméléon, mais cette aptitude est purement spéculative. Mais on retrouve des caractéristiques de ce dinosaure dans le film Jurassic World (2015) avec « Indominus rex » ayant cette aptitude. Il apparaît dans la suite du film, Jurassic world : Fallen Kingdom (2018).
Il apparaît dans bon nombre de jeux de la franchise comme dans The Lost World : Jurassic Park Arcade (1997) de Sega, en tant que boss, ou dans Le Monde perdu : Jurassic Park (sorti la même année) de DreamWorks Interactive lorsque l'on joue un Compsognathus, notamment ainsi que dans d'autres jeux de la saga, bien que leur aptitude de camouflage n'est pas représenté sauf dans le jeu arcade de 1997. Dans Jurassic World : Le jeu (2015) sur mobiles, il est possible de fusionner un Carnotaure avec un Pyroraptor pour obtenir un hybride : le Carnoraptor. Il apparaîtra aussi dans un DLC du jeu Jurassic World Evolution.
Dans la série Jurassic World: Camp Cretaceous (2020), les protagonistes font face plusieurs fois à un Carnotaure mâle du nom de Toro possédant une cicatrice sur le côté gauche du visage.
Le film Dinosaure (2000) fait figurer deux Carnotaures qui sont représentés comme les principaux antagonistes de l'histoire. Ils attaquent un grand troupeau de dinosaures herbivores. Ils sont fidèlement représentés mais avec les proportions d'un Tyrannosaurus rex alors que Carnotaure est normalement légèrement plus petit qu'un Iguanodon, le dinosaure héros du film. Ce film marque d'ailleurs la première apparition du Carnotaure au cinéma et c'est ce film qui le fit connaître, sinon le popularisa, auprès du public. Ils apparaissent dans les jeux dérivés du films.  Aussi, l'apparence et les couleurs des Carnotaure du film sont repris dans nombre de petits jeux Android indépendants.
Dans le dessin animé Dinosaur King (2007-2008), l'un des héros, Rex, possède pour partenaire un Carnotaure nommé Ace. Cette version est pour l'essentiel fidèle au spécimen original au niveau de la taille et de l'apparence, bien que, dans ce cas particulier, Ace possède, comme tous les protagonistes dinosaures de la série, des pouvoirs surnaturels dus uniquement à sa particularité. Carnotaure est en outre représenté comme étant un dinosaure rapide et efficace au combat plutôt qu'un charognard.
Carnotaure apparaît également dans plusieurs épisodes de Terra Nova (2011). Il y est extrêmement rapide (des études réalisées récemment ont prouvé que c'était vrai), mais est plus gros avec de grands bras sur lesquels poussent des plumes évoluées et à des mains préhensiles. Ils sont aussi plus vieux d'une dizaine de millions d'années.
Dans le téléfilm Age of Dinosaurs (2013), des carnotaures font partie des dinosaures principaux qui attaquent les héros. S'ils sont physiquement bien représentés, ils sont cependant de la même taille que les humains, ce qui leur donne des airs de raptor.
Dans le téléfilm Turok Son of Stone (2008), une femelle Carnotaure et ses deux rejetons sont vus à plusieurs moments dans le film, la femelle Carnotaure se fait même apprivoiser par Turok. Elle est décrite comme la créature la plus redoutée des "Terres Perdues".
Carnotaure est l'un des dinosaures jouables dans les jeux Primal Carnage (2012) et Primal Carnage: Extinction (2015), sa principale aptitude est de charger tel un taureau sur les ennemis pour leur infliger des dégâts, ce qui consomme la barre d'endurance.
Dans Dino Stalker (2002), un jeu de tir à la première personne de l'univers de Dino Crisis faisant office de demi-suite à Dino Crisis 2[pas clair], le héros affronte plusieurs fois deux carnotaures spéciaux, un de couleur brune avec de longues cornes et un de couleur bleue avec de petites cornes, dont le point faible est la tête (ils possèdent une barre de vie pour eux deux). Le brun se fait tuer par un tyrannosaure au cours du jeu.
Dans l’univers de Monster Hunter, le Glavenus (Dinovaldo en Japonais), une wyvern brutale qui apparaît la première fois dans Monster Hunter Generations (2015), est inspiré du carnotaure. De couleur rouge et bleue, il possède une tête avec deux cornes, deux petits bras, un corps recouvert de piques et une queue tranchante qu'il peut aiguiser et dont il peut se servir comme une lame.
Dans le film Le Petit Dinosaure : L'Expédition héroïque (The Land Before Time XIV: Journey of the Brave) sortit en 2016, un Carnotaure fait office d'antagoniste principal.
Il apparaît également dans le jeu Ark: Survival Evolved (2017) où il est fidèlement représenté et avec la possibilité de l'apprivoiser.
Carnotaure est présent dans l'extension officielle "Animaux disparus" et le pack "Dino Danger" du jeu Zoo Tycoon 2, son biome est la forêt boréale.
Dans la saga de jeux vidéos Carnivore Dinosaur Hunter, Carnotaure fait partie des dinosaures gibiers chassables, classé « extrêmement dangereux », reconnaissable de loin par ses couleurs orange et noir.